# فدراسیون اتومبیل‌رانی ارمنستان
فدراسیون اتومبیل‌رانی جمهوری ارمنستان (ارمنی: Հայաստանի ավտոմոբիլային ֆեդերացիա) که با نام فدراسیون اتومبیل‌رانی ارمنستان نیز شناخته می‌شود، نهاد تنظیم‌کننده ورزش‌های en:Auto racing، ورزش‌های موتوری و کارتینگ در ارمنستان می‌باشد که توسط کمیته المپیک ارمنستان اداره می‌شود و مقر آن در شهر ایروان واقع شده است.

## تاریخچه
این فدراسیون در سال ۱۹۹۳ میلادی تأسیس شد و ریاست فعلی آن را گاگیک آقاجانیان برعهده دارد. این فدراسیون عضو کامل فدراسیون بین‌المللی اتومبیل‌رانی و کمیسیون بین‌المللی کارتینگ می‌باشد.
اتومبیل‌رانان ارمنستانی در مسابقات قهرمانی در سطوح مختلف اروپایی و بین‌المللی از جمله در مسابقات قهرمانی جهانی و بازی‌های المپیک تابستانی شرکت می‌کنند.